# Hugo Correa
Hugo Correa Márquez (Curepto, 24 de mayo de 1926-Santiago, 23 de marzo de 2008) fue un periodista y escritor chileno de ciencia ficción. 
Nacido en Curepto, un pueblo campesino al interior de Talca.
El reconocimiento de Ray Bradbury le permitió ver sus obras traducidas al inglés, francés, alemán, portugués y sueco; así como publicar en dos revistas clásicas: The Magazine of Fantasy & Science Fiction y Nueva Dimensión. 
En Chile fue columnista del diario El Mercurio, La Tercera y la revista Ercilla. Además fue presidente de los comités culturales del Instituto Chileno-Norteamericano.
Sin embargo, en Chile nunca se reconoció su trabajo desde la cultura oficial, a pesar de ser el único latinoamericano citado en la The Encyclopedia of Science Fiction.

## Biografía
Nació el 24 de mayo de 1926 en Curepto. Comenzó sus estudios en el Liceo de Curicó y los continuó luego en el Internado Nacional Barros Arana. Más tarde cursó dos años de Derecho en la Universidad de Chile, hasta que decidió dedicarse a la literatura y al periodismo, actividad en la que se inició como colaborador del diario "El Mercurio" en 1947. Posteriormente fue redactor del diario "La Nación" y columnista en las revistas Ercilla y Paula.
Su primera novela  Los Altísimos fue publicada en 1951, y reeditada y aumentada en 1959, ganando el premio Alerce ese mismo año. En 1960 gana el premio del Concurso Nacional del Cuento del diario El Sur por su obra Alguien mora en el viento.
A fines de la década del sesenta participó en el Writers Program de la Universidad de Iowa en Estados Unidos. Allí su trabajo fue presentado por el mismísimo Ray Bradbury.
Falleció el año 2008 a los 81 años de edad.

## Obras
Sus obras de ciencia ficción se anticiparon en lo temático a clásicos reconocidos como Mundo Anillo de Larry Niven o Solaris de Stanisław Lem.
En estas se pueden encontrar relatos que tratan de seres extraterrestres, objetos voladores no identificados, fuerzas demoníacas, otros mundos, tecnologías avanzadas a sus tiempos, entre otros.